# 吉原慎也
吉原 慎也（よしはら しんや、1978年4月19日 - ）は、茨城県出身の元プロサッカー選手、事業家。現役時のポジションはゴールキーパー。妻は囲碁女流棋士の吉原由香里。

## 来歴
9歳でサッカーを始める。小学生時代は日立市内の少年サッカークラブに、中学生時代は通学先のサッカー部に在籍した。
1994年、県立日立工業高校に進学。1年次よりレギュラーとして試合に出場した。1996年にはU-18日本代表候補に選出される。
高校卒業後、横浜マリノスに入団したが日本代表の守護神でもある川口能活の壁に阻まれ出場機会に恵まれず、1999年、J2のアルビレックス新潟に期限付き移籍した。3月14日の川崎フロンターレとの開幕戦でJリーグ公式戦に初出場すると、ビックセーブを連発し、J2参加元年のアルビレックス新潟の開幕7連勝の立役者となる。新潟には2000年までの2シーズン在籍し、野澤洋輔、木寺浩一という実力者がいたがリーグ戦44試合に出場した。
2001年にマリノスに復帰したが、シーズン途中の8月に川崎フロンターレに完全移籍した。当初は浦上壮史の控えだったが2002年第43節よりレギュラーとして試合に出場するようになり、2003年シーズンは、リーグ戦全試合にあたる44試合に出場した。2004年には41試合に出場、そのうち第8節の横浜FC戦から第14節の湘南ベルマーレ戦までの計7試合で連続完封勝利を経験するなど。川崎のJ2優勝と、5年ぶりのJ1復帰に貢献した。
2005年シーズンは昨シーズンからの右足首の怪我のため、開幕節から第3節までは下川誠吾の控えとしてベンチ入りし 第4節の東京ヴェルディ1969戦から出場したが、第13節のジュビロ磐田戦からは再び控えとしてベンチに入るようになった。
2006年シーズンは序盤こそ相澤貴志の控えとして過ごすが、9月17日に行われた第23節ジュビロ磐田戦・9月23日の第24節ガンバ大阪戦の2試合でチームは8失点し共に敗北。第25節のサンフレッチェ広島戦より再びレギュラーとして出場するようになった。6勝2分2敗の記録を残した。川崎はJ1リーグで2位となりアジアチャンピオンズリーグへの出場権を獲得した。
2007年、東京ヴェルディ1969へ期限付き移籍した。
高木義成の控えとしてスタートしたが、4月29日の第12節水戸ホーリーホック戦より試合出場の機会を得ると、翌試合で7連敗を阻止し、不調だったチームの守備の立て直しに貢献した が、7月1日の第25節サガン鳥栖戦にて試合中に負傷退場、左膝後十字靭帯損傷で全治9週間と診断された。9月開催の第42節より控えとして復帰。この年、ヴェルディはJ2リーグで2位になり3年ぶりのJ1復帰を果たした。シーズン終了後、川崎に帰還した。2008年は前年に名古屋グランパスから移籍した川島永嗣が正GKとして君臨しており、試合出場はJリーグヤマザキナビスコカップ予選リーグ第6節のジェフ千葉戦の1試合のみであった。
2009年、ジュビロ磐田へ期限付き移籍した。当初は日本代表でもある川口能活・八田直樹に次ぐ第3GKとみなされていたが、第27節のFC東京戦よりベンチ入りするようになり、10月30日開催の天皇杯3回戦の鹿屋体育大学戦では八田の負傷により延長戦から途中出場し、勝利に貢献。さらに八田が新型インフルエンザで欠場した最終節のヴィッセル神戸戦にも出場した。
2010年に柏レイソルに完全移籍 。菅野孝憲の控えとして過ごしていたがグロインペイン症候群になり、自ら契約破棄をチームに申し入れ、南アフリカW杯終了後の7月14日に現役引退を表明した。

### 引退後
引退後は、トヨタ関連企業の執行役員を経て、現在はグローバル エージェンシー コーポレーション株式会社の代表取締役として建設業を営んでいる。

## エピソード
- 朝鮮語会話を得意とし、吉原本人は鄭大世とはいつも朝鮮語で会話をしていたと、自身のブログで明らかにしている[15]。吉原の「恩恵を受けた」韓国人選手もおり、例えば李根鎬はジュビロ磐田在籍中、吉原のおかげでチームに速く馴染む事ができたとインタビューで語っている[16]。また柏レイソル在籍中、入院のため試合に帯同できなくなった朴東赫の通訳の代理を務めたこともある[17]。

## 所属クラブ
ユース経歴
- 日立市立日高小学校
- 日立市立駒王中学校
- 茨城県立日立工業高等学校

プロ経歴
- 1997年 - 2001年 横浜マリノス/横浜F・マリノス
  - 1999年 - 2000年 アルビレックス新潟（レンタル移籍）
- 2001年 - 2009年 川崎フロンターレ
  - 2007年 東京ヴェルディ1969（レンタル移籍）
  - 2009年 ジュビロ磐田（レンタル移籍）
- 2010年 柏レイソル

## 個人成績
| 国内大会個人成績 | 国内大会個人成績 | 国内大会個人成績 | 国内大会個人成績 | 国内大会個人成績 | 国内大会個人成績 | 国内大会個人成績 | 国内大会個人成績 | 国内大会個人成績 | 国内大会個人成績 | 国内大会個人成績 | 国内大会個人成績 |
| 年度             | クラブ           | 背番号           | リーグ           | リーグ戦         | リーグ戦         | リーグ杯         | リーグ杯         | オープン杯       | オープン杯       | 期間通算         | 期間通算         |
| 年度             | クラブ           | 背番号           | リーグ           | 出場             | 得点             | 出場             | 得点             | 出場             | 得点             | 出場             | 得点             |
| 日本             | 日本             | 日本             | 日本             | リーグ戦         | リーグ戦         | リーグ杯         | リーグ杯         | 天皇杯           | 天皇杯           | 期間通算         | 期間通算         |
| ---------------- | ---------------- | ---------------- | ---------------- | ---------------- | ---------------- | ---------------- | ---------------- | ---------------- | ---------------- | ---------------- | ---------------- |
| 1997             | 横浜M            | 31               | J                | 0                | 0                | 0                | 0                | 0                | 0                | 0                | 0                |
| 1998             | 横浜M            | 31               | J                | 0                | 0                | 0                | 0                | 0                | 0                | 0                | 0                |
| 1999             | 新潟             | 20               | J2               | 22               | 0                | 2                | 0                | 3                | 0                | 27               | 0                |
| 2000             | 新潟             | 1                | J2               | 22               | 0                | 0                | 0                | 0                | 0                | 22               | 0                |
| 2001             | 横浜FM           | 21               | J1               | 0                | 0                | 0                | 0                | -                | -                | 0                | 0                |
| 2001             | 川崎             | 34               | J2               | 0                | 0                | 0                | 0                | 2                | 0                | 2                | 0                |
| 2002             | 川崎             | 17               | J2               | 2                | 0                | -                | -                | 5                | 0                | 7                | 0                |
| 2003             | 川崎             | 17               | J2               | 44               | 0                | -                | -                | 4                | 0                | 48               | 0                |
| 2004             | 川崎             | 17               | J2               | 41               | 0                | -                | -                | 1                | 0                | 42               | 0                |
| 2005             | 川崎             | 1                | J1               | 9                | 0                | 2                | 0                | 0                | 0                | 11               | 0                |
| 2006             | 川崎             | 1                | J1               | 10               | 0                | 1                | 0                | 2                | 0                | 13               | 0                |
| 2007             | 東京V            | 1                | J2               | 13               | 0                | -                | -                | 1                | 0                | 14               | 0                |
| 2008             | 川崎             | 21               | J1               | 0                | 0                | 1                | 0                | 0                | 0                | 1                | 0                |
| 2009             | 磐田             | 21               | J1               | 1                | 0                | 0                | 0                | 1                | 0                | 2                | 0                |
| 2010             | 柏               | 16               | J2               | 0                | 0                | -                | -                | -                | -                | 0                | 0                |
| 通算             | 日本             | 日本             | J1               | 20               | 0                | 4                | 0                | 3                | 0                | 27               | 0                |
| 通算             | 日本             | 日本             | J2               | 142              | 0                | 2                | 0                | 16               | 0                | 160              | 0                |
| 総通算           | 総通算           | 総通算           | 総通算           | 162              | 0                | 6                | 0                | 19               | 0                | 187              | 0                |

## 代表・選抜歴
- 1994年、関東ユース選抜
- 1995年、関東ユース選抜、東日本代表 東西対抗戦出場、茨城県国体選抜
- 1996年、U-18日本代表候補、茨城県国体選抜